# Agdistis (mythologie)
Agdistis was in de Frygische mythologie een hermafrodiet monster. Het zou volgens de legende geboren zijn toen wat zaad van de grote god Zeus op de berg Ida neerviel, juist daar waar de Moedergodin Cybele lag te slapen.
De goden maakten Agdistis dronken door wijn in het water te doen waarin het monster baadde. Nadat het was ingeslapen bonden de goden zijn genitaliën aan een boom en toen het monster ontwaakte en in beweging kwam, castreerde het zichzelf. Er groeide toen een granaatappelboom op de plek van zijn geslachtsdelen. 
Op een dag liep Nana, de dochter van de riviergod daar voorbij en raapte het fruit op en verzamelde het in haar schoot. Maar er verdween een van de fruitstukken en de jonge vrouw ontdekte nadien dat ze zwanger was. Na verloop van tijd beviel de nimf van Attis.
Er is ook een mythe waarin Attis verliefd raakte op een mooie meid. Toen ze trouwden kwam Agdistis tevoorschijn, vermomd als de godin Cybele, en nam deel aan het feest. De bruid werd woedend toen ze merkte dat Attis die andere vrouw het hof maakte, en zij maakte toen hamok. Aan het eind van de dag overleed de bruid door de wonden die ze zichzelf had aangebracht. Attis werd waanzinnig van verdriet en castreerde toen zichzelf onder een pijnboom.